# David Cuéllar
David Cuéllar Tainta (* 1. November 1979 in Pamplona) ist ein ehemaliger spanischer Fußballspieler.

## Spielerkarriere
Der sportliche Werdegang von David Cuéllar liest sich wie der von vielen seiner Mitspieler. Aus der Jugend von Athletic Bilbao stammend wurde auch er für eine Saison (1997–1998) bei CD Baskonia für die Aufgaben in der zweiten Mannschaft vorbereitet. Es folgten drei erfolgreiche Jahre bei Bilbaos zweiter Garnitur, für die er mit einem Profivertrag belohnt wurde.
Nach 14 Spielen, meistens als Einwechselspieler, ohne Torerfolg suchte er seine Chance bei Elche CF. Dort konnte er die nächsten beiden Jahre in der 2. Liga überzeugen und so folgte der Wechsel zum hochambitionierten Gimnàstic de Tarragona. Mit den Katalanen gelang ihm im zweiten Anlauf der Aufstieg in die Primera División. Doch nach einer katastrophalen Saison und dem sofortigen Abstieg als abgeschlagener Tabellenletzter verließ er den Verein. Mittlerweile hatte sich David Cuéllar durch seine Leistungen in Elche und Tarragona zur Genüge für seinen Ex-Club empfohlen. Seit Sommer 2007 spielte er wieder für Athletic Bilbao, doch die Rückkehr misslang und nach nur sieben Einsätzen zog es ihn 2008 zum Erstliga-Absteiger Real Murcia. Er kam in der Saison 2008/09 nur unregelmäßig zum Einsatz und verließ den Verein nach einem Jahr wieder. Er schloss sich Ligakonkurrent UD Salamanca an. Den Großteil der Hinrunde 2009/10 verpasste er verletzungsbedingt.
Im Sommer 2010 verließ David Cuéllar Salamanca wieder. Erst im Jahr 2013 taucht er wieder auf, als er beim CF Reus Deportiu in der Segunda División B anheuerte. Dort wurde er wieder zur Stammkraft. Nach einem Jahr wechselte er zum FC Vilafranca in die Tercera División, wo er im Jahr 2015 seine Laufbahn beendete.